# Contraceptive Train

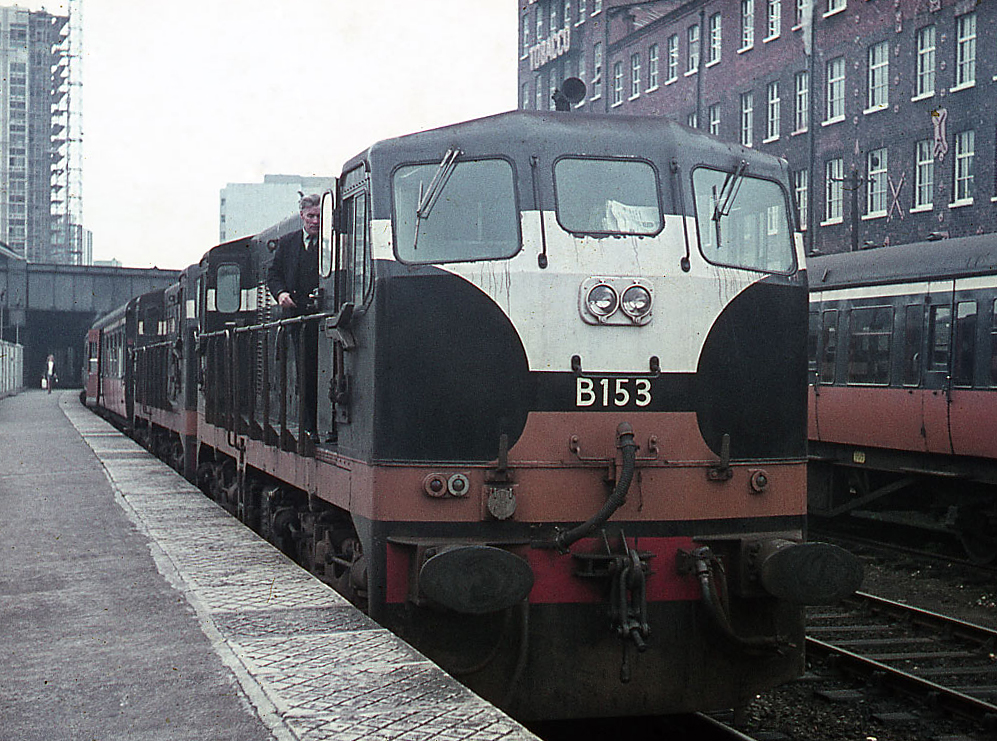
Un train en gare de Belfast, prêt au départ pour Dublin, mai 1971

Le Contraceptive Train (en français « le train des contraceptifs ») est un événement activiste en faveur des droits des femmes qui a eu lieu le 22 mai 1971. Les membres du mouvement de libération des femmes irlandaises ont voyagé à Belfast pour acheter des contraceptifs dans le but de protester contre la loi qui en interdisait l'importation et la vente en république d'Irlande.

## Déroulement
Le samedi 22 mai 1971, le groupe se rejoint à la gare de Dublin Connolly et se rend à Belfast, en Irlande du Nord pour acheter des contraceptifs, alors bannis de la république d'Irlande. Les membres du mouvement étaient en désaccord sur lesquelles d'entre elles devaient aller à Belfast. Certaines pensaient que les femmes célibataires ne devaient pas venir, parce que « acheter des contraceptifs sous-entendait qu'elles avaient des rapports sexuels avant le mariage ».
La contraception en république d'Irlande était illégale depuis 1935 à cause de l'amendement de 1935 sur la loi pénale, et bien qu'elle soit légale en Irlande du Nord, elle était restrictive. Les membres du groupe ne pouvaient donc pas acheter la pilule sans l'ordonnance d'un médecin (malgré avoir essayé). Elles achetèrent des préservatifs et du gel spermicide, et au lieu d'acheter la pilule, elles ramenèrent des centaines de tubes d'aspirine, se rendant compte que la majorité des douaniers ne sauraient pas à quoi ressemble la pilule,. Elles étaient suivies par des équipes de télévision venant d'Amérique, du Japon et d'Irlande.
À leur retour à la gare, des manifestantes attendaient leur arrivée. À la douane, les femmes concernées déclarèrent haut et fort ce qu'elles avaient acheté et refusèrent de rendre les contraceptifs. Certaines d'entre elles avalèrent publiquement de l'aspirine au mépris la loi, en prétendant que c'était la pilule. D'autres agitèrent les contraceptifs en l'air tout en traversant la gare.
Les femmes impliquées dans le Contraceptive Train prenaient le risque d'être arrêtées et poursuivies en justice pour avoir importé des contraceptifs en Irlande. Elles risquaient également d'être stigmatisées par leurs amis et leur famille.

## Héritage
Cet événement est un moment historique du mouvement féministe irlandais : il a aidé à casser le « tabou contre l'évocation des pratiques contraceptives ». C'est également un message puissant qui a sensibilisé aux problèmes des femmes et de la contraception. L'événement a reçu une couverture médiatique très importante.